# 凯克·亚姆尼克
凯克·亚姆尼克（1991年10月15日—），斯洛文尼亞男子羽毛球運動員。

## 簡歷
2013年10月，凯克·亚姆尼克出戰愛爾蘭羽毛球未來系列賽，與阿伦·罗伊合作拿得男子雙打比賽亞軍。同年12月，二人又在南非羽毛球國際賽拿得男子雙打比賽亞軍。

## 主要比賽成績
只列出曾進入準決賽的國際賽事成績：
| 年份   | 賽事                   | 公開賽級別 | 項目     | 拍檔      | 成績 |
| ------ | ---------------------- | ---------- | -------- | --------- | ---- |
| 2013年 | 愛爾蘭羽毛球未來系列賽 | 未來系列賽 | 男子雙打 | 阿伦·罗伊 | 亞軍 |
| 2013年 | 南非羽毛球國際賽       | 未來系列賽 | 男子雙打 | 阿伦·罗伊 | 亞軍 |

| 2007-2017年 | 首要超級賽 | 超級賽 | 黃金大獎賽 | 大獎賽 | 國際挑戰賽 | 國際系列賽 | 未來系列賽 | 其他 |

| 2018-2026年 | 總決賽 | 超級1000賽 | 超級750賽 | 超級500賽 | 超級300賽 | 超級100賽 | 國際挑戰賽 | 國際系列賽 | 未來系列賽 | 其他 |